# 野村勝明
野村 勝明（のむら かつあき、1957年2月7日 - ）は、日本の実業家。シャープ社長兼COO。

## 来歴
兵庫県丹波市出身。兵庫県立柏原高等学校、早稲田大学理工学部卒業後、1981年シャープ入社。
経理畑を長く歩み、シャープが経営危機に陥り鴻海の傘下に入った2016年からは戴正呉と二人三脚で経営再建に取り組んできた。
 取締役などを経て2017年6月から取締役副社長執行役員。2020年6月、社長に就任。2021年3月、シャープは子会社で不正会計があったと発表。記者会見の場で野村は「管理監督が甘かった。」と謝罪した。2022年6月、社長を退任。